# 圣布朗迪娜 (德塞夫勒省)
圣布朗迪娜（法語：Sainte-Blandine，法語發音：[sɛ̃t blɑ̃din]）是法国德塞夫勒省的一个旧市镇，属于尼奥尔区。2019年，圣布朗迪娜与临近的2个市镇合并为新市镇艾贡迪涅。

## 地理
圣布朗迪娜（46°15'27"N, 0°16'0"W）面积16.27 平方千米，位于法国新阿基坦大区德塞夫勒省，该省份为法国西部内陆省份，北起曼恩-卢瓦尔省，西接旺代省，南至夏朗德省和滨海夏朗德省，东临维埃纳省。
与圣布朗迪娜接壤的市镇（或旧市镇、城区）包括：布吕兰、贝勒河畔塞勒、穆贡、普拉埃克、圣梅达尔、托里涅。

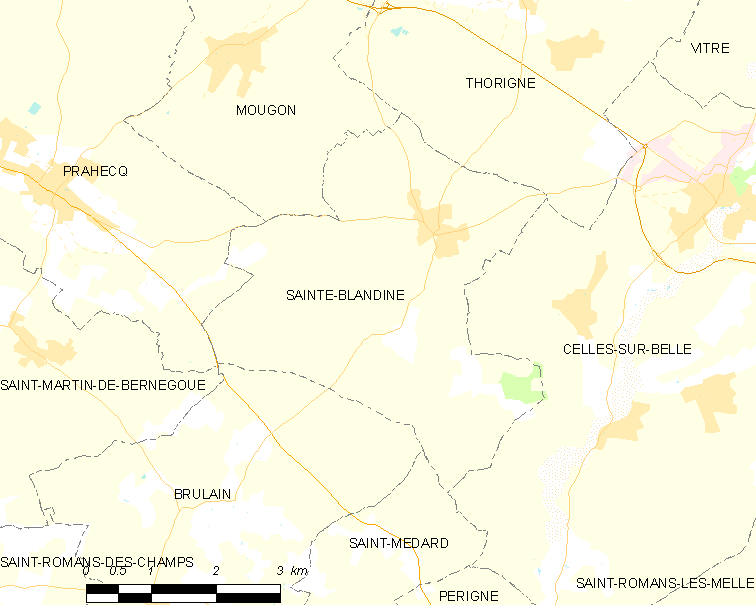
的OSM定位图

圣布朗迪娜的时区为UTC+01:00、UTC+02:00（夏令时）。

## 行政
圣布朗迪娜的邮政编码为79370，INSEE市镇编码为79240。

## 政治
圣布朗迪娜所属的省级选区为贝勒河畔塞勒县。

## 人口

1962-2008年间人口变化图示

圣布朗迪娜于2018年1月1日时的人口数量为744人。